# Mistrovství Evropy ve volejbale mužů 1950
2. mistrovství Evropy ve volejbale mužů proběhlo v dnech 14. – 23. října v Sofii v Bulharsku.
Turnaje se zúčastnilo šest družstev. Hrálo systémem každý s každým. Mistrem Evropy se stalo družstvo Sovětského svazu.

## Výsledky a tabulka
| Datum     | Zápas                      | Výsledek | Sety  | Sety  | Sety  | Sety  | Sety  |
| Datum     | Zápas                      | Výsledek | 1     | 2     | 3     | 4     | 5     |
| --------- | -------------------------- | -------- | ----- | ----- | ----- | ----- | ----- |
| 14. října | SSSR – Rumunsko            | 3:0      | 15:5  | 15:6  | 15:6  |       |       |
| 15. října | Československo – Polsko    | 3:1      | 15:12 | 15:9  | 14:16 | 15:7  |       |
| 15. října | Maďarsko – Bulharsko       | 3:2      | 8:10  | 10:15 | 17:15 | 16:14 | 17:15 |
| 17. října | SSSR – Polsko              | 3:0      | 15:4  | 15:5  | 15:7  |       |       |
| 17. října | Maďarsko – Rumunsko        | 3:0      | 15:10 | 15:7  | 15:2  |       |       |
| 18. října | SSSR – Maďarsko            | 3:0      | 15:5  | 15:3  | 15:6  |       |       |
| 19. října | Československo – Rumunsko  | 3:0      | 15:12 | 15:11 | 15:9  |       |       |
| 19. října | Bulharsko – Polsko         | 3:0      | 15:7  | 15:7  | 16:14 |       |       |
| 20. října | Bulharsko – Rumunsko       | 3:1      | 18:16 | 15:12 | 10:15 | 17:15 |       |
| 20. října | SSSR – Československo      | 3:0      | 15:9  | 15:7  | 15:7  |       |       |
| 21. října | Maďarsko – Polsko          | 3:1      | 15:6  | 15:17 | 15:7  | 15:8  |       |
| 21. října | Československo – Bulharsko | 3:2      | 12:15 | 15:10 | 15:11 | 14:16 | 15:10 |
| 22. října | Rumunsko – Polsko          | 3:1      | 15:11 | 14:16 | 15:7  | 15:6  |       |
| 22. října | Československo – Maďarsko  | 3:0      | 15:12 | 15:9  | 15:4  |       |       |
| 22. října | SSSR – Bulharsko           | 3:0      | 15:6  | 15:8  | 15:4  |       |       |

| Poř | Země           | Body | Zápasy | Výhry | Prohry | Sety  |
| --- | -------------- | ---- | ------ | ----- | ------ | ----- |
| 1.  | SSSR           | 10   | 5      | 5     | 0      | 15:0  |
| 2.  | Československo | 9    | 5      | 4     | 1      | 12:6  |
| 3.  | Maďarsko       | 8    | 5      | 3     | 2      | 9:9   |
| 4.  | Bulharsko      | 7    | 5      | 3     | 2      | 10:10 |
| 5.  | Rumunsko       | 6    | 5      | 1     | 4      | 4:13  |
| 6.  | Polsko         | 5    | 5      | 0     | 5      | 3:15  |

## Soupisky
1.  SSSR
| - Vladimir Gajlit - Alexej Jakušev - Valentin Kitajev - Jevgenij Malcman | - Sergej Nefedov - Michail Pimenov - Konstantin Reva - Vladimir Čagin | - Anatolij Šedov - Vladimír Uljanov - Pavel Voronin - Arkadij Čavoronkov |

2.  Československo
| - Josef Brož - Karel Brož - Jaroslav Fučík - Jiří Jonáš | - Evžen Krob - Václav Matyášek - František Mikota - Antonín Nogol | - Jaromír Paldus - Václav Raban - Josef Tesař - Josef Votava |

Trenér: Jan Fiedler
3.  Maďarsko
| - Tibor Antalpeter - Attila Benke - Laszlo Bizik - Tibor Borsovszky | - Gyula Havasi - Ernö Hennig - Laszlo Imre | - Laszlo Moss - Zoltan Nemeth - Lörinc Szabo |